# Löwen am Nordpol
Löwen am Nordpol ist eine deutsche Indie/Alternative-Rock-Band aus Berlin.

## Geschichte
Im Jahr 2012 wurden erstmals unter dem Namen Löwen am Nordpol Konzerte gespielt und Demosongs veröffentlicht. Laut eigener Aussage ist der Bandname eher ein Zufallsprodukt. Die dahinter liegende Assoziation besagt, sich unangenehmen und ungewohnten Umständen stellen zu müssen.
Die erste offizielle Single Bringt mir den Kopf von Donald Trump wurde am 17. August 2017 veröffentlicht. Am 19. Oktober 2017 folgte die zweite Single Glaub dir nicht, ehe am 3. November 2017 schließlich das selbstproduzierte Debütalbum Vom Stochern in der Asche über Bosworth Recorded Music erschien. Am 4. Dezember 2020 erschien die erste Single Man muss das Leben nicht verstehen aus dem selbstbetitelten, 2021 erschienen zweitem Album.

## Diskografie
Alben
- 2017: Vom Stochern in der Asche (Bosworth Recorded Music)
- 2021: Löwen am Nordpol (Bosworth Recorded Music)

Singles
- 2017: Bringt mir den Kopf von Donald Trump (Bosworth Recorded Music)
- 2017: Glaub dir nicht (Bosworth Recorded Music)
- 2020: Man muss das Leben nicht verstehen (Bosworth Recorded Music)

## Musikvideos
- 2013: Beamt mich up
- 2016: Gott
- 2017: Bringt mir den Kopf von Donald Trump
- 2017: Glaub dir nicht
- 2019: Bevor du sprichst
- 2020: Man muss das Leben nicht verstehen